# Bandung
Bandung és la capital de la província Java Occidental a l'illa Java. El seu sobrenom és la ciutat de les flors (Kota Kembang). Bandung és la capital informal dels sondanesos. A més d'indonesi, a la ciutat també es parla sondanès. La ciutat se situa a una terra alta a 750 metres sobre el nivell del mar. Per això, té un clima fresc agradable. Té 2.660.000 habitants. Durant l'època de les Índies Orientals Neerlandeses hi va haver projectes per fer-ne la capital d'aquesta colònia, però a causa de la Segona Guerra Mundial i la independència d'Indonèsia, mai no va ser fet.

## Ciutats agermanades
- Braunschweig (Alemanya), des dels anys 1980
- Fort Worth (Estats Units), des de l'any 1990
- Suwon (Corea del Sud, des de l'any 2003
- Liuzhou (Xina), des de l'any 2009
- Yingkou (Xina), des de l'any 2009